# Baring (Washington)
Baring ist ein census-designated place (CDP) im King County im US-Bundesstaat Washington. Zum United States Census 2020 hatte Baring 255 Einwohner. Der Ort liegt am U.S. Highway 2 etwa 22 mi (35 km) westlich des Stevens Pass, an einem sehr ebenen und geraden, 3 mi (4,8 km) langen Abschnitt des Highways, der deshalb die Baring Straight (ein Wortspiel mit Bering Strait [engl. für die Beringstraße zwischen Alaska und Russland]) genannt wird, weil der Highway 2 sonst hügelig und kurvig über die Berge führt.

## Geographie
Nach dem United States Census Bureau nimmt der CDP eine Gesamtfläche von 4,6 Quadratkilometern ein, wovon 4,4 km² Land- und der Rest (5,62 %) Wasserflächen sind.

### Klima
Nach der Klimaklassifikation nach Köppen und Geiger hat Baring ein Seeklima (abgekürzt „Cfb“).
|                        | Jan    | Feb    | Mär    | Apr    | Mai    | Jun    | Jul   | Aug   | Sep    | Okt    | Nov    | Dez    |   |          |
| Mittl. Temperatur (°C) | 2,28   | 3,94   | 6,03   | 8,83   | 12,19  | 14,72  | 17,44 | 17,50 | 14,75  | 9,94   | 4,78   | 2,06   | ⌀ | 9,6      |
| Mittl. Tagesmax. (°C)  | 16,67  | 22,78  | 26,67  | 32,78  | 37,78  | 36,67  | 38,33 | 36,67 | 36,67  | 30,00  | 21,11  | 15,56  | ⌀ | 29,3     |
| Mittl. Tagesmin. (°C)  | −16,11 | −14,44 | −8,89  | −2,78  | −1,11  | −0,56  | 2,78  | 3,33  | −1,11  | −5,00  | −13,33 | −17,22 | ⌀ | −6,2     |
|                        |        |        |        |        |        |        |       |       |        |        |        |        |   |          |
| Niederschlag (mm)      | 411,48 | 268,22 | 270,76 | 199,39 | 137,92 | 101,35 | 53,09 | 58,42 | 124,46 | 253,49 | 453,39 | 399,29 | Σ | 2.731,26 |
|                        |        |        |        |        |        |        |       |       |        |        |        |        |   |          |
| Regentage (d)          | 20     | 17     | 19     | 18     | 17     | 13     | 8     | 7     | 10     | 16     | 21     | 21     | Σ | 187      |

| −16,11 |

| −14,44 |

| −8,89 |

| −2,78 |

| −1,11 |

| −0,56 |

| 2,78 |

| 3,33 |

| −1,11 |

| −5,00 |

| −13,33 |

| −17,22 |

| −16,11 |

| −14,44 |

| −8,89 |

| −2,78 |

| −1,11 |

| −0,56 |

| 2,78 |

| 3,33 |

| −1,11 |

| −5,00 |

| −13,33 |

| −17,22 |

## Demographie
Nach der Volkszählung von 2000 gab es in Baring 233 Einwohner, 105 Haushalte und 59 Familien. Die Bevölkerungsdichte betrug 53,5 pro km². Es gab 207 Wohneinheiten bei einer mittleren Dichte von 47,6 pro km².
Die Bevölkerung bestand zu 90,56 % aus Weißen, zu 2,58 % aus Indianern, zu 0,86 % aus Asiaten, zu 0,43 % aus Pazifik-Insulanern, und zu 5,58 % aus zwei oder mehr „Rassen“. Hispanics oder Latinos „jeglicher Rasse“ bildeten 2,15 % der Bevölkerung.
Von den 105 Haushalten beherbergten 22,9 % Kinder unter 18 Jahren, 49,5 % wurden von zusammen lebenden verheirateten Paaren, 4,8 % von alleinerziehenden Müttern geführt; 43,8 % waren Nicht-Familien. 32,4 % der Haushalte waren Singles und 4,8 % waren alleinstehende über 65-jährige Personen. Die durchschnittliche Haushaltsgröße betrug 2,22 und die durchschnittliche Familiengröße 2,81 Personen.
Der Median des Alters in der Stadt betrug 40 Jahre. 19,7 % der Einwohner waren unter 18, 3 % zwischen 18 und 24, 37,8 % zwischen 25 und 44, 29,2 % zwischen 45 und 64 und 10,3 65 Jahre oder älter. Auf 100 Frauen kamen 121,9 Männer, bei den über 18-Jährigen waren es 122,6 Männer auf 100 Frauen.
Alle Angaben zum mittleren Einkommen beziehen sich auf den Median. Das mittlere Haushaltseinkommen betrug 40.875 US$, in den Familien waren es 46.500 US$. Männer hatten ein mittleres Einkommen von 37.125 US$ gegenüber 32.292 US$ bei Frauen. Das Pro-Kopf-Einkommen betrug 22.571 US$. Etwa 6,9 % der Familien und 7,2 % der Gesamtbevölkerung lebte unterhalb der Armutsgrenze; das betraf 5,4 % der unter 18-Jährigen und keinen der über 65-Jährigen.

## Politik
Baring ist eine Festung der Demokratischen Partei. Der CDP Baring liegt im Wahlbezirk Stevens. Bei den Präsidentschaftswahlen 2004 gingen im Wahlbezirk Stevens 63 % der Stimmen an John Kerry.